# Sonja Vasić
Sonja Vasić (rođ. Petrović; 18. veljače 1989.) umirovljena je srbijanska košarkašica. Igrala je na poziciji krilnog centra. Osvojila je dvije zlatne medalje na EP i srebro na OI 2016.
Udata je za Miloša Vasića, srbijanskog veslača.

## Vanjske poveznice
- Profil  Arhivirana inačica izvorne stranice od 27. lipnja 2015. (Wayback Machine)